# Montigné (Deux-Sèvres)
Montigné is een plaats en voormalige gemeente in het Franse departement Deux-Sèvres in de regio Nouvelle-Aquitaine.
Op 1 januari 1973 werd Montigné als commune associée opgenomen in de gemeente Celles-sur-Belle. Toen op 1 januari 2019 de gemeente Saint-Médard werd opgenomen werd ook Montigné een commune déléguée van Celles-sur-Belle.